# John Gawsworth
 (février 2019).
Si vous disposez d'ouvrages ou d'articles de référence ou si vous connaissez des sites web de qualité traitant du thème abordé ici, merci de compléter l'article en donnant les références utiles à sa vérifiabilité et en les liant à la section « Notes et références ».
John Gawsworth, de son vrai nom Terence Ian Fytton Armstrong (né le 29 juin 1912, mort le 23 septembre 1970), est un poète et cryptarque britannique qui fut le deuxième roi du royaume de Redonda, en tant que successeur de Matthew Phipps Shiel, de 1947 à 1967, puis de 1967 jusqu'à sa mort, sous le nom de Juan Ier. 

## Biographie
Armstrong grandit dans le quartier de Notting Hill, à Colville Gardens et à Royal Crescent.
Adolescent, il participe aux concours de poésie des cercles littéraires de Londres avec un style plutôt traditionnel en opposition au modernisme. Il crée Twyn Barlwm Press, un petit journal poétique dont le nom est inspiré du Twmbarlwm, une colline du Pays de Galles, inspiration de son idole Arthur Machen. Il écrit une longue biographie sur lui, mais ne trouve pas d'éditeur. Il admire aussi Edgar Jepson et Matthew Phipps Shiel dont Gawsworth sera l'exécuteur littéraire.
En 1931, il publie en un tirage limité à 300 exemplaires le poème In Winter de William Henry Davies, illustré par Edward Carrick. Seront imprimés pareillement In Spring d'Edith Sitwell, In Summer d'Edmund Blunden et In Autumn de Herbert Edward Palmer.
En 1932, il rencontre Lawrence Durrell avec qui il devient ami. En 1934, il aide Hugh MacDiarmid en lui offrant un appartement. Gawsworth est très impliqué dans des anthologies, notamment de fiction supernaturelle. Dans le milieu littéraire londonien, il a autant d'amis que d'adversaires (Dylan Thomas, George Woodcock).
Pendant la Seconde Guerre mondiale, il sert dans la Royal Air Force en Afrique du Nord et constitue un milieu littéraire avec les autres écrivains engagés.
En tant qu'exécuteur littéraire de Matthew Phipps Shiel, John Gawsworth hérite du trône de la micronation du Royaume de Redonda et se proclame roi Juan Ier. À sa mort en 1970, Jon Wynne-Tyson devient son exécuteur littéraire et se proclame roi Juan II. En 1997, il abdique en faveur de l'écrivain espagnol Javier Marías qui se proclame roi Xavier Ier et devient l'exécuteur de Shiel et de Gawsworth.

## Source de la traduction
- (en) Cet article est partiellement ou en totalité issu de l’article de Wikipédia en anglais intitulé « John Gawsworth » (voir la liste des auteurs).